# جیغ‌زدن

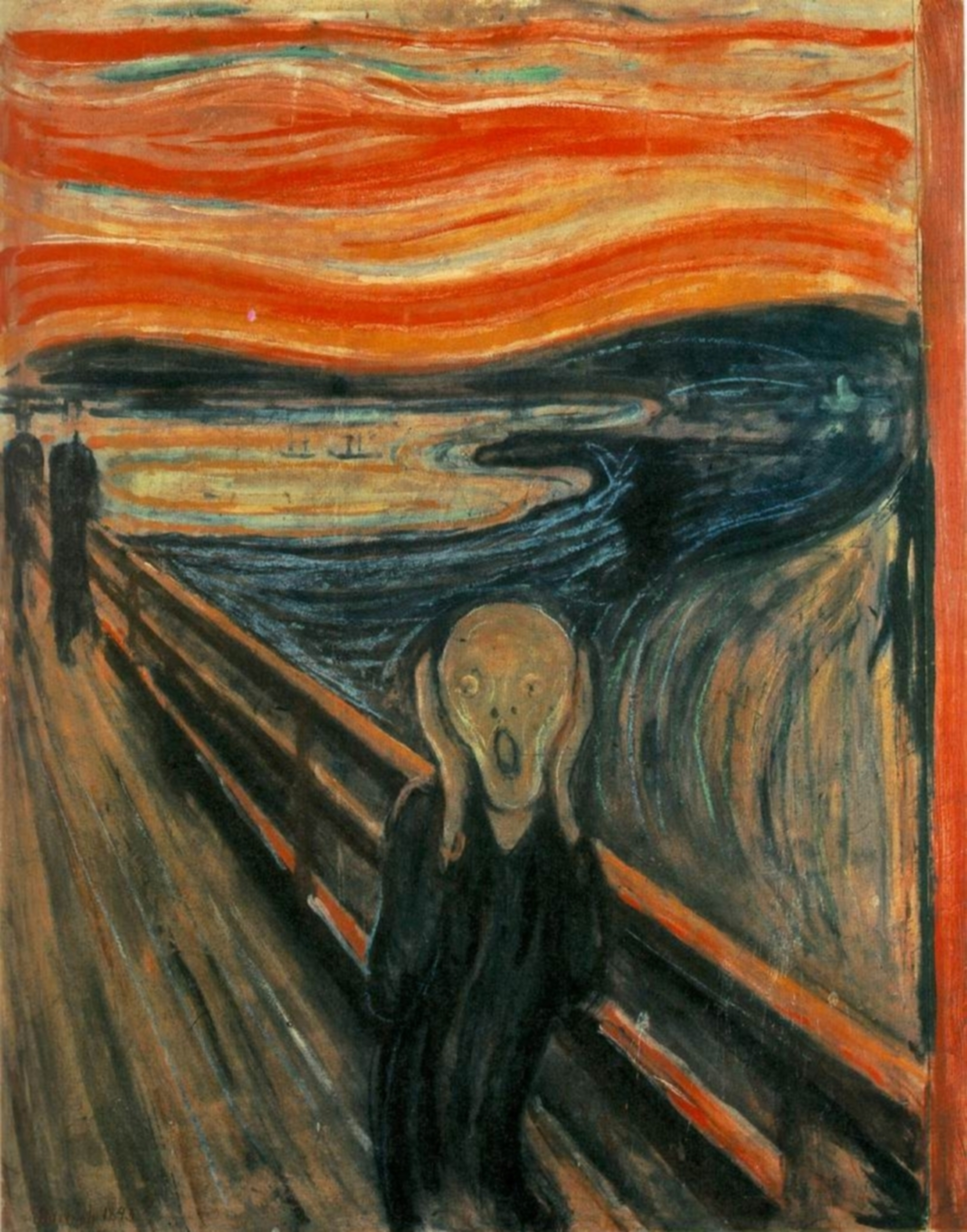
جیغ از ادوارد مونک

جیغ یک حالت انسانی است که انسان انجام می‌دهد و غالباً یک صدای بلند از دهان خود خارج می‌کند.

## انگیزه
- ترس
- خوشحالی
- درد